# 和歌山大学教育学部附属中学校
和歌山大学教育学部附属中学校（わかやまだいがくきょういくがくぶふぞくちゅうがっこう）は、和歌山県和歌山市にある和歌山大学教育学部附属の中学校。

## 所在地
- 1947年4月1日 - 和歌山師範学校附属中学校開校
- 1951年4月1日 - 和歌山大学学芸学部附属中学校と改称
- 1966年4月1日 - 和歌山大学教育学部附属中学校と改称
- 2004年4月1日 - 国立大学法人化

## 概要
和歌山大学教育学部附属小学校に隣接し周辺には和歌山県立近代美術館や県庁や和歌山城等がある。

## 独自の特徴
和歌山大学教育学部の附属校として教育実習生（和歌山大学教育学部学生）が6月（事前実習）と9月に本校へ実習にくる。2学期制を採っており、前期と後期の間に一週間程度の秋休みを挟む。

## 体操服
夏服と冬服があり赤、青、緑の３色があり各学年により振り分けられる。冬服を着る場合は下に夏服を着る。
平成29年度より体操服のデザインが変更された。

## 制服
男子、夏服は開襟シャツに灰色のズボン、冬服はブレザーに赤のネクタイと灰色のズボン、女子、夏服は開襟シャツに全体的に灰色のスカート、冬服はブレザーに赤のリボンと全体的に灰色のスカート。男子、女子共に指定された紺色のベスト・セーターがあり、首元に赤いラインが入っている。以前は禁止だったが、現在は女子が男子用のズボンを履いたり、男子が女子用のスカートを履くこともできるようになっている。
また、頭髪についても細かな規定があり、男子は襟にかからず、耳や目にかからない程度。女子は目にかからない程度と決まっている。年に不定期だが数回頭髪検査があり、生徒の身だしなみをチェックする。
以前は染髪を黙認していたが、現在は禁止となっている。

## 校外学習
一年生は和歌浦にオリエンテーションキャンプ（1泊2日）とw~ing校外学習、二年生は日帰りで京都で、三年生は修学旅行として沖縄で(3泊4日)の校外学習と日帰り京都があったが、現在は新型コロナウイルスの影響により一年生と二年生の校外学習は無くなっている。また、三年生の修学旅行も沖縄から淡路島に変更となった。

## 著名な出身者
- 小林稔侍 - 俳優
- 仁坂吉伸 - 和歌山県知事
- 清水理子 - 虹のコンキスタドール
- 及川眠子 - 作詞家
- 志磨遼平 - ミュージシャン
- 越川和磨 - ミュージシャン
- 桃歌雪 - 宝塚歌劇団月組娘役

## アクセス
和歌山バス
JR和歌山駅、南海和歌山市駅から「真砂町」もしくは「県庁前」下車、徒歩約5分